# Драйхайде
Драйхайде (нем. Dreiheide) — община в Германии, в земле Саксония. Подчиняется административному округу Лейпциг. Входит в состав района Северная Саксония. Подчиняется управлению Торгау/Драйхайде.
Население составляет 2339 человек (на 31 декабря 2010 года). Занимает площадь 33,53 км².
Община образовалась в результате саксонской муниципальной реформы 1994 года из трёх независимых населённых пунктов: Гроссвиг (нем. Großwig, Шюптиц нем. Süptitz и Вейденхайн (нем. Weidenhain).

## Население
| Год  | Численность | Численность |
| ---- | ----------- | ----------- |
| 2014 | 2161        | [ 3 ]       |
| 2017 | 2103        | [ 1 ]       |
| 2019 | 2099        | [ 4 ]       |
| 2021 | 2127        | [ 5 ]       |
| 2022 | 2133        | [ 6 ]       |
| 2023 | 2107        | [ 2 ]       |